# کوه‌صحرا
کوه‌صحرا روستایی در دهستان انزان غربی بخش مرکزی شهرستان بندرگز استان گلستان ایران است.
خاندان‌ها: 
بزرگ‌ترین خاندان این روستا طایفه خاری می‌باشد. البته طایفه میر محمدی نیز هستند. نسبت جمعیت بالایی دارند. شمالی، دماوندی، مسگری، طاهری'میرباقری'درستی، بهرامی، پلنگی، غلامی، شربتی، حسین پور، فندرسکی، فرخنده، عربجز از دیگر طوایف این روستا به‌شمار می‌روند.
مزار (گلزار شهدا) کوه صحرا: آرامستان این روستا با قدمتی زیاد محل دفن متوفیان روستاهای کوه صحرا، گزشرقی و والفرا می‌باشد
این روستا از سمت شمال به جاده سراسری و از سمت شرق به روستای ول افرا و از سمت جنوب و غرب به روستای گزشرقی متصل می‌باشد
شهدا: جانباز شهید اسدالله خاری، جانباز شهید صفرعلی خاری، شهید قربانعلی رحیمی، سرباز شهید سعید عربجز، شهید اسدالله اصغری
جانبازان: حاج جعفر طاری جزی - مسلم فندرسکی - سلیمان خاری
اعضای شورای اسلامی:حاج جعفر طاری جزی - رمضان خاری -حسین خسروی
دهیار:باقر بهرامی

## جمعیت
بر پایه سرشماری عمومی نفوس و مسکن در سال ۱۳۹۵ جمعیت این مکان ۳۳۲ نفر (۱۰۹خانوار) بوده است.
شهدا:اسدالله خاری، صفرعلی خاری، اسدلله اصغری، قربانعلی رحیمی، موسی عربجز